# Analogia fidei
Az analogia fidei vagy hithasonlóság egy teológiai módszer a hit tudományos megismeréséhez és gyakorlásához. Katolikus értelmezés szerint ez a fogalom azt jelenti, hogy nincs a kinyilatkoztatásnak vagy a hitnek olyan kijelentése, amelyet ne az Egyház egyetlen, objektív összhite alapján kellene értelmezni, azaz összefüggés van a hitigazságok között, valamint a kinyilatkoztatás egészében.

## Az analogia fidei a Szentírásban
A kifejezés a Róm 12,6-ból való (ἀναλογίαν τῆς πίστεως), és azt jelzi, hogy az Egyházban mint Krisztus misztikus testében a tagok karizmáit a hit összefogása, hasonlósága szerint kell gyakorolni. Pál apostol a karizmatikusok biztatására használja, akik a prófétálás ajándékával élnek, és arra inti őket, hogy ne éljenek vissza ezzel az ajándékkal. A prófétálás adománya kiemelkedő jelentőségű (vö. 1Kor 12,10), de fontos, hogy a hittel megegyezzen. A karizmák alaptörvénye tehát nem az egyéni kegyelmi adomány, nem is egymás kiegészítése, hanem a titokzatos test szolgálatát ellátó megbízatások, hivatalok összhangja. Az ott fölsorolt karizmák ugyanis (prófétálás, tisztaság, tanítás, buzdítás, jótékonykodás, elöljárói feladat, irgalmasság) mind a hivatali szolgálatot fejezik ki.

## Az analogia fidei a katolikus teológiában
Az analogia fidei a katolikus tanításban végeredményben azt állítja, hogy nincs olyan kinyilatkoztatás vagy hitben megfogalmazott igazság az Egyházban, Krisztus misztikus testében, amely ne lenne összefüggésben az egységes objektív hittel. Ez a hit tárgyilag egy, mint ahogy egy az Úr és egy a keresztség (Ef 4,5). Ezt a gyakorlati teológiai módszert már az atyák alkalmazták, Órigenésztől kezdve Hippói Szent Ágostonig, amennyiben az Ó- és az Újszövetség összefüggését a típus (előkép) és antitípus (teljesült valóság) kapcsolatában jelölték meg. Továbbá minden vallási igazságot a kinyilatkoztatás egészében vizsgáltak, nem pedig kiragadva és abszolutizálva, mint olykor egyes tévtanítók. Ebben a gyakorlati módszerben kétféle analogia fidei mutatkozott meg. Először a hit hasonlósága az Ó- és az Újszövetség között: az új rejtve van az óban, és az ó megkapja értelmét az újban, de azért az Újszövetség a maga eszkatologikus rendjével túlhaladja a régi szövetséget. Másodszor az egyes, mégannyira eltérő kinyilatkoztatott igazságok is összhangban kapcsolódnak egymással a kinyilatkoztatás egészében, hiszen mindkét szövetségnek ugyanaz az Isten a szerzője (DH 1501). De természetesen az egység mindig a misztérium egysége, amely éppen mint egység a sokféleségben mutatkozik meg, tehát soha nem lehet belőle emberi rendszer. 
Ez az analogia fidei az egyházi döntéseknek is gyakorlati normája. Az egyházi tanítóhivatal az abszolutizált tévtannal (hairesis = válogatás) szembeállítja a hagyományos egyházi értelmezést, és ezáltal helyreállítja a kinyilatkoztatás egészének belső ritmusát. Jó példa erre a krisztológia kibontakozása. Először a Krisztus emberségét abszolutizáló irányzattal szemben a zsinatok megvédték Krisztus istenségét, azután az istenségét abszolutizáló alexandriai irányzattal szemben rámutattak valódi emberségére, míg végül I. Leó pápa és a khalkédóni zsinat megfogalmazta az isteni és az emberi természet egységét a Logosz személyében. Ahogy itt az Egyház sem az antiochiai, sem az alexandriai irányzatnak nem kötelezte el magát, hanem a misztérium teljességét kutatta, úgy járt el a későbbi teológiai iskolák tételeivel is, az ágostoni és tomista, a tomista és skotista, a baneziánus és molinista vitában. Mindenesetre a tévtanok vagy a teológiai iskolák egyoldalú lépései dialektikus módon hozzájárultak a dogmafejlődéshez és a teljesebb igazság megfogalmazásához. De a teológiai iskoláknak is tudatában kell lenniük annak, hogy tanításukkal az analogia fidei talaján állnak. Be kell illeszkedniük a hitrendszer egészébe, és el kell fogadniuk, hogy esetleg más teológiai iskolák, ha eltérően tanítanak is, az egységes misztérium gazdagságának kifejezői.

### Az analogia fidei és a szentírásmagyarázat
A szent bibliai iratok tanúi igénybe vették tanúságuk megfogalmazásakor minden emberi tehetségüket és korlátaikat, és saját nyelvi, gondolkodási és reménykedési horizontjukban írták le a kinyilatkoztatás felfogott Szavát, amelyek gyakran teljesen különböző módon, valamint válságosan kiélezett helyzetekben születtek. Ezért a Szentírás értelmezője olykor nem képes igazán eldönteni, hogyan lehet a tanúságtétel különböző formáit összeegyeztetni a tanítás és az információ fogalmi szintjén, amelyhez az a súlyos kérdés is csatlakozott, hogy lehet-e és milyen mértékben lehet a biblikus tanúságtételekkel szemben valamiféle „teológiai tárgykritikát” alkalmazni, és viszont. A teológia többé-kevésbé kifejezetten mindig tudatában volt annak, hogy a bibliai iratokat is a hit analógiája szerint kell értelmezni, amelyhez segítséget nyújthatnak a modern nyelvtudományi kritériumok, mindenekelőtt a szöveg „pragmatikus” dimenziójának, azaz célkitűzésének és közlési szándékának figyelembevétele.
XIII. Leó pápa a Szentírás magyarázásában előírta azt az elvet, hogy az értelmezésben az analogia fidei-t kell követni, és a katolikus tanítást, ahogy azt az egyházi tekintélytől kapjuk, a legfőbb normának kell tartani (DH 3283). Hasonló szabályt állított fel X. Piusz pápa a Szentírás racionalista értelmezése ellen (DH 3546) és XII. Piusz pápa a Humani generis enciklikában (DH 3886-3889). A II. vatikáni zsinat a Dei Verbum dogmatikus konstitúciójában szintén kritériumként jelölte meg az analogia fidei-t a Szentírás magyarázásánál.
„Mivel pedig a Szentírást ugyanazon Szentlélek segítségével kell olvasni és magyarázni, mint akinek sugalmazására készült, a szent szövegek helyes értelmezésénél ugyanilyen gonddal kell szemmel tartani a teljes Szentírás tartalmát és egységét, figyelembe véve az egész Egyház élő hagyományát és hit analógiáját.”

## Az analogia fidei más értelmezései
Karl Barth, református teológus véleménye szerint az analogia fidei tulajdonképpen az analogia entis tükörképe, és a mindig nagyobb különbséget jelzi az ember hitbeli döntése és az Isten kegyelmi döntése között. Azaz Isten olyan megismerését állítja szembe az analogia entis-szel, amely nem az emberi értelemre támaszkodik, nem a teremtményekből ered, hanem Isten kegyelmére épül és csak a kinyilatkoztatásból származik. Egyes katolikus teológusoknak is volt olyan kísérlete, hogy a létanalógiára mintegy fölépítménynek állítsák az analogia fidei-t. Ezen esetekben azonban ellentétben vannak a kifejezés egyetlen újszövetségi helyével, hiszen az apostol azt mondja, hogy nem lehet visszaélni a karizmákkal, mert a prófétálás mint egyéni adomány alá van vetve a hit összefüggésének, törvényének, mint ahogy az egyházi szolgálat (diakónia) is az Egyház egész szent szolgálatához van kötve. Hasonló a helyzet a többi karizmánál is.